# 아레시보 메시지

각 부분을 구분하기 위해 인위적으로 색깔을 넣은 아레시보 메시지. 실제 메시지는 이진수로 되어 있어 색깔에 대한 정보가 없다.

아레시보 메시지(Arecibo message)는 1974년 11월 16일에 아레시보 전파 망원경에서 주파수 변조 전파 방식으로 우주 공간을 향해 쏘아보낸 방송이다. 전파에 의한 능동적 외계 지능 찾기(Active SETI)의 최초 사례이다. 전파가 향한 곳은 지구에서 25,000 광년 떨어져 있는 허큘리스 대성단으로, 이 성단이 방송 대상이 된 이유는 전파를 쏠 당시 하늘에서 많은 별들이 한 곳에 밀집되어 있는 곳이었기 때문이다.

## 개요
이 메시지는 2진수 1679자리로 이루어져 있으며, 이는 약 210 바이트이다. 주파수를 10 Hz씩 가감하는 방식으로 변조되어 있으며, 2380 MHz 대역으로 전송되었고 전송 전력은 1000 ㎾이다. 이 메시지를 담고 있는 "0"과 "1"은 초당 10bits의 주파수 변화를 통하여 전송되었다. 총 메시지의 길이는 약 3분 미만이다.
수농도가 1679인 이유는, 1679는 73과 23이 곱해진 반소수(두 소수의 곱으로 만들어진 수)기 때문인데, 가로 23칸 세로 73줄로 직사각형으로 배열하면 모양이 드러나지만 반대로 가로 73칸 세로 23줄로 직사각형 배열하면 무작위로 뒤섞인, 아무 의미없는 모양만 나타난다(파일:AreciboMessageShifted.svg). 이렇게 드러난 메시지는 그래픽 문자와 공간으로 번역되면 우측에 보이는 것과 같은 그림을 형성하게 된다.
(자세하게는 마이크로파였다고 한다. 2진법을 사용한 이유는 일단 외계인도 수를 사용할 거라고 생각했고, 숫자를 그림으로 나타내기 편하기 때문일 거다. 소수가 아니어서 여러 약수가 있다면, 저런 그림인지 알기 힘들지도 모른다)
유명한 드레이크 방정식을 고안한 사람이며, 당시 코넬 대학교 소속이었던 프랭크 드레이크 박사가 메시지를 썼는데, 이 과정에서 칼 세이건을 비롯한 다른 사람들의 도움을 받았다. 메시지는 다음과 같이 암호화된 일곱 개의 부분으로 이루어져 있다(위에서 아래로).
1. (1)에서 (10)까지의 숫자.
2. 디옥시리보핵산(DNA)의 구성 원자인 수소, 탄소, 질소, 산소, 인의 원자 번호.
3. DNA의 뉴클레오타이드를 이루는 당과 염기의 화학식.
4. DNA의 뉴클레오타이드의 수와 DNA 이중나선 구조의 모양.
5. 인간의 형체, 평균적 남성의 크기(물리적 신장), 지구의 인간 개체수.
6. 태양계의 모습.
7. 메시지를 발송한 전파 접시가 있는 아레시보 천문대의 모습과 그 크기(물리적 직경).

목표로 한 항성들에 메시지가 도달하려면 25,000년이 걸리기 때문에(또한 대답이 돌아오는 데도 25,000년이 걸린다), 아레시보 메시지는 외계 생명체와 접촉하려는 진지한 시도라기보다는, 인간의 테크놀러지의 발전이 이룬 성과를 시위하기 위한 목적이 더 크다. 게다가 메시지가 도착할 때 즈음이면 허큘리스 대성단의 항성들은 다른 위치로 흩어져 있을 것이다. 1999년 11월 12일에 인쇄된 코넬 대학교지(Cornell News press)에 따르면, 이 메시지의 진정한 목적은 어떤 접촉을 이루기 위해서가 아니라, 새로 만든 전파망원경 장비의 성능을 세간에 시위하기 위함이었다고 한다.

## 해설

### 숫자
```
1 2 3 4 5 6 7 8  9  10
----------------------
0 0 0 1 1 1 1 00 00 00
0 1 1 0 0 1 1 00 00 10
1 0 1 0 1 0 1 01 11 01
X X X X X X X X  X  X ←최하위 숫자 표시.
```

1에서 10까지의 숫자를 이진법 형식으로 표기한 것(맨 아래의 표시는 각 숫자의 시작을 의미)

### DNA 원소
```
H C N O P
1 6 7 8 15
----------
0 0 0 1 1
0 1 1 0 1
0 1 1 0 1
1 0 1 0 1
X X X X X
```

숫자 1, 6, 7, 8, 15가 순서대로 나타난다. 이것은 각각 DNA의 구성 물질인 수소(H), 탄소(C), 질소(N), 산소(O), 인(P)의 원자 번호이다.
숫자 8과 15는 첫 번째 부분에서 숫자를 표기한 방법을 따르지 않고, 이진 파일의 암호화 논리 구조를 확장한 방법으로 표기되었다.

### 뉴클레오타이드
| Part 3 — The nucleotides of DNA |                  |                  |                      |  |
| 디옥시리보스 (C5H7O)            | 아데닌 (C5H4N5)  | 티민 (C5H5N2O2)  | 디옥시리보스 (C5H7O) |  |
| 인산염 (PO4)                    |                  |                  | 인산염 (PO4)         |  |
| 디옥시리보스 (C5H7O)            | 시토신 (C4H4N3O) | 구아닌 (C5H4N5O) | 디옥시리보스 (C5H7O) |  |
| 인산염 (PO4)                    |                  |                  | 인산염 (PO4)         |  |
|                                 |                  |                  |                      |  |

뉴클레오타이드는 앞 줄에 나온 다섯 원자의 배열로 나타내진다. 각 배열은 뉴클레오타이드가 DNA에 포함되어 있을 때의 분자식으로 표기된다.
예컨대 디옥시리보스는 혼자 있을 때는 분자식이 C5O4H10지만, 이 부분 처음의 뉴클레오타이드에서는 다음과 같이 해석된다.
```
11000
10000
11010
XXXXX
-----
75010
```

수소 원자 7개, 탄소 원자 5개, 질소 원자 0개, 산소 원자 1개, 인 원자 0개.

### 이중나선
```
11
11
11
11
11
01
11
11
01
11
01
11
10
11
11
01
X
```

```
1111111111110111 1111101101011110 (이진수)
= 4,294,441,822 (십진수)
```

DNA 이중나선의 모습을 나타낸다. 수직 막대는 뉴클레오타이드의 개수를 나타내지만, 인간 게놈의 염기쌍이 약 32억 개라는 것이 밝혀지기 전이라 약 43억 개로 표기되어 있다.

### 인간
```
        X011011
         111111
X0111    110111
         111011
         111111
         110000
```

```
1110 (이진수) = 14 (십진수)
```

```
000011 111111 110111 111011 111111 110110 (이진수)
= 4,292,853,750 (십진수)
```

가운데 버티고 있는 형체는 인간의 모습을 의미한다. 왼쪽에 있는 것은 성인 남성의 평균 신장 1764mm를 의미한다. 그것을 가로질러 이진수로 표기된 14는 1764를 이 메시지의 파장 126 mm로 나눈 값이다. 오른쪽의 그림은 1974년 당시 인간 개체수인 43억 명을 의미한다. 이 수는 그림 왼쪽 위에 찍힌 최하위 숫자(least-significant-digit)와 함께 수평으로 나타나 있다.

(왼쪽의 파란 수직 막대는 사람의 키를 표시하는 지시선이고, 그 사이의 하얀색 선이 사람의 키를 나타내는 이진수다. 표시점이 왼쪽에 있으니까, 오른쪽에서부터 왼쪽으로 읽으면 된다. 물론 그것만으로(14) 사람의 키를 알수는 없다. 공통 단위가 있어야 알기 편한데, 파장=광속/주파수다. 2380MHz를 대입하면300,000,000m(sec)/2,380,000,000hz(sec) = 0.126050m가 된다. 이걸 공통 단위로 쓰고 x14를 하면 176.4cm가 되는데, 사실 프랭크 드레이크의 키라고 한다. 오른쪽의 인구수는 왼쪽 위에 하얀 네모가 표시점이다. 맨 아래 줄의 오른쪽에서부터 왼쪽으로 가면서 윗줄을 읽어나가면 된다.)

### 태양계
```
               지구
태양 수성 금성      화성 목성 토성 천왕성 해왕성 명왕성
```

태양으로부터의 위치에 따라 수성, 금성, 지구, 화성, 목성, 토성, 천왕성, 해왕성, 명왕성의 행성들을 표시해 태양계를 나타내고 있다(명왕성은 국제천문연맹에 의해 왜행성으로 격하되었으나 메시지가 전송된 시점에는 아직 행성으로 대우받고 있었다).
태양에서 세 번째인 지구는 이 메시지가 송신된 위치를 나타내기 위해 혼자 붕 떠 있다. 또한 위의 인간 형체가 지구를 나타내는 점의 바로 위에 서 있다.
이 그림이 나타내는 태양으로부터의 행성까지의 거리와 행성들의 크기는 비례가 정확하지 않다.

### 망원경
```
마지막 두 줄:
     100101
<--- 111110X --->
```

```
100101 111110 (이진수) = 2,430 (십진수)
```

메시지의 마지막 부분은 아레시보 전파 망원경과 그 직경을 나타내고 있다. 직경 306.18 m는 은 앞에서 그랬듯 파장에 2430을 곱한 수로 나타냈다. 이번에는 숫자가 수평으로 배열되었으며, 최하위 숫자는 그림 오른쪽 아래에 찍혀 있다. 글자 “M”처럼 보이는 것은 그 위의 곡선이 포물면으로 된 반사경이라는 것을 뜻하는 것이다.

## 이진수로 된 메시지 원문
```
00000010101010000000000
00101000001010000000100
10001000100010010110010
10101010101010100100100
00000000000000000000000
00000000000011000000000
00000000001101000000000
00000000001101000000000
00000000010101000000000
00000000011111000000000
00000000000000000000000
11000011100011000011000
10000000000000110010000
11010001100011000011010
11111011111011111011111
00000000000000000000000
00010000000000000000010
00000000000000000000000
00001000000000000000001
11111000000000000011111
00000000000000000000000
11000011000011100011000
10000000100000000010000
11010000110001110011010
11111011111011111011111
00000000000000000000000
00010000001100000000010
00000000001100000000000
00001000001100000000001
11111000001100000011111
00000000001100000000000
00100000000100000000100
00010000001100000001000
00001100001100000010000
00000011000100001100000
00000000001100110000000
00000011000100001100000
00001100001100000010000
00010000001000000001000
00100000001100000000100
01000000001100000000100
01000000000100000001000
00100000001000000010000
00010000000000001100000
00001100000000110000000
00100011101011000000000
00100000001000000000000
00100000111110000000000
00100001011101001011011
00000010011100100111111
10111000011100000110111
00000000010100000111011
00100000010100000111111
00100000010100000110000
00100000110110000000000
00000000000000000000000
00111000001000000000000
00111010100010101010101
00111000000000101010100
00000000000000101000000
00000000111110000000000
00000011111111100000000
00001110000000111000000
00011000000000001100000
00110100000000010110000
01100110000000110011000
01000101000001010001000
01000100100010010001000
00000100010100010000000
00000100001000010000000
00000100000000010000000
00000001001010000000000
01111001111101001111000

```

## 답변?
2001년 8월 21일에 영국 엠프셔에 있는 칠볼튼 전파망원경에 크롭서클이 발견되었다. DNA에 실리콘이 들어가는 등 아레시보 메시지와 똑같은 형식의 크롭 서클이다.

## 같이 보기
- 외계의 지적생명탐사 (SETI)
- Wow! 신호
- 능동적 외계 지능 찾기
- 외계 지성체와의 의사소통
- 파이어니어 금속판
- 보이저 금제 음반